# Susanna Tamaro
Susanna Tamaro (Trieszt, 1957. december 12. –) olasz írónő, anyai ágról Italo Svevo - eredeti nevén: Aron Hector Schmitz/Ettore Schmitz, aki egy Magyarországról származó, jómódú nyolcgyermekes zsidó család 5. szülötte (apja: Franz Schmitz, anyja: az olasz Allegra Moravia) - olasz írónak távoli rokona, aki feleségül vette Susanna dédanyjának testvérét, akinek egyben unokabátyja is volt.
Két irodalmi elismerést – Elsa Morante és a PEN Club díjakat – nyert el. Legnagyobb sikerét az Csak a szívedre hallgass (Va' dove ti porta il cuore) című könyvével aratta, melyből a világon két és fél millió példány fogyott el, s melyből 1995-ben filmet forgattak.

## Magyarul
- Ahová a szíved húz; ford. Hegedűs Ágnes; Trivium, Bp., 1995
  - (Csak a szívedre hallgass címen is)
- Szólóhangra; ford. Csuvár Erzsébet; Európa, Bp., 1995
- Csak a szívedre hallgass; ford. Lénárd Csilla; 2. átdolg. kiad.; Trivium, Bp., 2001 
  - (Ahová a szíved húz címen is)
- Felelj nekem; ford. Pintér Edina; Trivium, Bp., 2005
- Csak a szívedre hallgass; ford. Lénárd Csilla; 3. átdokg. kiad.; Trivium, Budapest, 2021
- Egy igaz szerelem; ford. Hegedűs Ágnes; Trivium, Budapest, 2022